# Lucienne Portier
Lucienne Portier est une traductrice française, italianisante et historienne du christianisme, née le 26 septembre 1894 à Chalon-sur-Saône  et morte le 28 mars 1996 à Paris 14e,. Elle fut professeur à l'université Paris-Sorbonne et pris part, notamment, à la traduction de l'œuvre de Dante Alighieri ainsi qu'à celle d'écrits de Catherine de Sienne.

## Biographie
Après des études au lycée de jeunes filles de Chalons-sur-Saône, Elle enseigna comme institutrice entre 1912 et 1918.
Elle devint agrégée d'italien en 1922, classée au premier rang. Elle fut chargée de l'enseignement de l'italien à l'Ecole normale supérieure de Sèvres en 1923-24.
Elle enseigna comme professeur dans le secondaire au lycée de jeunes filles de Dijon en 1924-28, au lycée de jeunes filles d'Alger en 1928-1933, au lycée de jeunes filles de Lyon en 1933-36, aux lycées Camille-Sée et Marie-Curie à Sceaux en 1936-1937 et enfin au Lycée Marie-Curie (Sceaux), jusqu'en 1945, date à laquelle elle intégra l'enseignement supérieur.

## Œuvres
- Un Poète italien d'aujourd'hui, Diego Valeri, 1934.
- Le Dante de M. Papini. Vivant? ou mort?, 1934.
- "Movesi I vecchierel..." : une nouvelle interprétation du sonnet de Pétrarque, 1935.
- Antonio Fogazzaro, 1937.
- Alessandro Manzoni, 1955.
- Da Vittoria a Perpetua, 1956.
- La Poésie de la mythologie chez Carducci, 1957.
- La Conversione di Alessandro Manzoni e il rifiuto della mitologia, 1963.
- Dante, Seghers, coll. Écrivains d'hier et d'aujourd'hui, no 23, 1965.
- Présence de Saint François dans la « Divine Comédie », 1965.
- Dante : un tableau synoptique de la vie et des oeuvres de Dante et des évènements artistiques, littéraires et historiques de son époque…, 1965.
- Leopardi e il romanticismo, 1968.
- Ugo Betti nella critica teatrale, 1970.
- Un précurseur, l'abbé Huvelin, 1979.
- Christianisme, Églises et religions : le dossier Hyacinthe Loyson, 1827-1912 : contribution à l'histoire de l'Église de France et à l'histoire des religions, 1982.
- Francesco d'Assisi e Frédéric Ozanam : problemi storici e letterari, 1983.
- Le pélican : Histoire d'un symbole, 1984.
- Antonio Rosmini, Un grand spirituel à la lumière de sa correspondance, 1991.

### Traductions
- La Divine comédie de Dante Alighieri  (1987).
- Thérèse d'Avila de Rosa Rossi (1989).
- Jubilation dans la lumière divine : choix de 20 visions... de Françoise Romaine (1989).
- Les oraisons de Catherine de Sienne (1992).
- Les Laudi de Jacopone da Todi (1996).
- Le dialogue de Catherine de Sienne (1992).

## Prix et Distinctions
- 1938 : Prix Bordin de l'Académie française pour Antonio Fogazzaro[7]
- 1991 : Prix Augustin Thierry décerné par la Ville de Paris pour Antonio Rosmini, Un grand spirituel à la lumière de sa correspondance